# Садки (Сумський район)
Садки́ — село в Україні,  у Юнаківській сільській громаді Сумського району Сумської області. Населення становить 7 осіб. До 2020 орган місцевого самоврядування — Юнаківська сільська рада.

## Новітня історія
12 червня 2020 року, відповідно до розпорядження Кабінету Міністрів України № 723-р «Про визначення адміністративних центрів та затвердження територій територіальних громад Сумської області», село увійшло до складу Юнаківської сільської громади.
19 липня 2020 року, в результаті адміністративно-територіальної реформи та ліквідації Сумського району(1923—2020), увійшло до складу новоутвореного Сумського району.
Російське вторгнення в Україну (з 2022)
7 лютого 2023 року окупанти обстріляли село.
24 травня 2024 року по селу з боку російського агресора зафіксовано 5 вибухів, ймовірно міномет 120 мм.
4 серпня 2024 року населений пункт зазнав чергового обстрілу російськими військами. За інформацією ОК "Північ" зафіксовано 1 вибух, ймовірно міномет 120 мм.
10 серпня 2024 року село знову зазнало ворожих російських атак. Як повідомили в Оперативному командуванні "Північ" зафіксовано 2 вибухи, ймовірно КАБ.

## Географія
Село Садки знаходиться за 4 км від села Юнаківка і за 5 км від кордону з Росією. Село оточене великим лісовим масивом.

## Населення
За переписом населення 2001 року в селі мешкало 7 осіб
.

### Мова
Розподіл населення за рідною мовою за даними перепису 2001 року:
| Мова       | Відсоток |
| ---------- | -------- |
| українська | 71,43 %  |
| білоруська | 14,29 %  |
| російська  | 14,29 %  |